# Українська Незалежність (телемарафон)

«Українська Незалежність» — телемарафон на 5 каналі, присвячений 20-й річниці Незалежності України, що тривав без перерви 52 години. За умовами «Книги рекордів Гіннесса», до якої прагне потрапити 5 канал, ведучі марафону можуть залишати студію лише на 5 хвилин щогодини. Також вони можуть накопичувати ці перерви та, наприклад, використати 15 хвилин протягом трьох годин. Марафон розпочався 23 серпня 2011 року о 12:00 та закінчився 25 серпня о 16:00. Він має стати найдовшим у світі телевізійним марафоном у форматі ток-шоу, зареєстрований «Книгою рекордів Ґіннеса». Встановлення рекорду також фіксували представники Національного реєстру рекордів України. Отже, телемарафон на 5 каналі завершився на позначці 52 години 00 хвилин.
За час марафону у студії побували багато українських політиків і діячів, зокрема, перший Президент України Леонід Кравчук, найближчий соратник Юлії Тимошенко Олександр Турчинов, радник Президента Віктора Януковича Марина Ставнійчук, один з найвідоміших українських письменників сучасності Юрій Андрухович, радник Президента Януковича Ганна Герман, глава Фронту Змін Арсеній Яценюк.